# بلدية كونغوتا
بلدية كونغوتا هي مدينة من مدن سلوفينيا. يبلغ عدد سكانها 4317 نسمة وذلك حسب إحصائيات سنة 2002. تبلغ مساحتها 49.0 كم².